# Circolo Pattinatori Valentino Torino
Il Circolo Pattinatori Valentino Torino è stata una squadra di hockey su ghiaccio di Torino.

## Storia
Il Circolo Pattinatori Valentino, tuttora attivo ma senza una squadra di hockey, venne fondato nel 1874. Il Circolo prende il nome dal laghetto del Parco del Valentino di Torino, sulla cui superficie ghiacciata iniziò a praticarsi pattinaggio e dove successivamente giocò la squadra di hockey. Nel 1908 su questo laghetto si disputarono i primi incontri di hockey, tra cui la sfida tra giocatori locali ed il Lione: tale sfida segna di fatto l'approdo dell'hockey su ghiaccio in Italia.
La squadra di hockey partecipò alla prima edizione del massimo campionato nazionale oltre ad altre tre successive (stagioni 1930, 1932 e 1933) collezionando un terzo posto. In seguito la squadra scomparve a causa della mancanza di sponsor di rilievo.